# تاریخ کوزوو
تاریخ کوزوو با تاریخ کشورهای هم‌سایه‌اش در هم تتنیده است. نام کوزوو از دشت کوزوو گرفته شده‌است که نبرد کوزوو در آنجا به وقوع پیوست.

## قرون وسطی

### امپراتوری عثمانی
کوزوو در آغاز بخشی از آلبانی بود. در سال ۱۳۸۹ میلادی توسط مراد یکم به امپراتوری عثمانی پیوست شد.
بعدها در حکومت عثمانی جزئی از استان آلبانی گشت. سپس از استان آلبانی جدا شده و به امپراتوری صرب‌ها داده شد. پیش از شکست عثمانی در میان جنگ جهانی اول، آلبانی و کوزوو به یکدیگر ملحق شده و تحت قیومیت ایتالیا قرار گرفتند.
صرب‌ها در قرن ۷ میلادی به سرزمین کوزووی امروزی مهاجرت کردند ولی به علت عدم اتحاد بسیار آسیب‌پذیر بودند، نبرد کوزوو (Battle of Kosovo) در سال ۱۳۸۹ میلادی به وقوع پیوست که در جریان این جنگ عثمانی‌ها بر صرب‌ها غلبه کردند که این حادثه منجر به حاکمیت عثمانی‌ها بر این منطقه به مدت بیش از ۵ قرن شد. عثمانی‌ها بسیاری از ترک‌ها و آلبانیایی‌تبارها را به این منطقه منتقل کردند. صرب‌ها به‌دنبال از دست دادن حاکمیت، به‌تدریج اکثریت نژادی را نیز از دست دادند و آلبانیایی‌ها گروه نژادی عمده در کوزوو شدند. پس از پنج قرن، طی جنگ اول بالکان در سال ۱۹۱۲ صربستان بار دیگر کوزوو را تحت کنترل خود درآورد.

## تاریخ معاصر
پس از جنگ جهانی دوم در سال ۱۹۴۵ دولت جمهوری فدرال سوسیالیست یوگسلاوی، کوزوو را با نام استان خودمختار سوسیالیستی کوزوو به عنوان بخشی از جمهوری سوسیالیستی صربستان، به رسمیت شناخت. پس از چهار دهه، آلبانیایی‌تبارهای کوزوو تبلیغات وسیعی را به منظور خودمختاری بیشتر ترتیب دادند. در سال ۱۹۷۴ از جانب دولت یوگسلاوی، وضعیتی برابر با یک جمهوری به کوزوو اعطا شد. با وجود اعطای قانون‌گذاری به آلبانیایی‌تبارهای کوزوو، ناسیونالیست‌های آلبانیایی پا را از این نیز فراتر گذاشتند و در دههٔ ۸۰ میلادی با برگزاری شورش‌های خیابانی، خواستار استقلال کوزوو از یوگسلاوی شدند. ناسیونالیست‌های صرب کوزوو به رهبری اسلوبودان میلوسویچ، با تظاهرکنندگان آلبانیایی‌تبار درگیر شدند و این درگیری‌ها به خشونت کشیده شد. در سال ۱۹۸۹ و تحت رهبری میلوسویچ، صربستان قانون اساسی را به تصویب رساند که خودمختاری کوزوو به حداقل رسید. در سال ۱۹۹۱ نیز رهبران آلبانیایی کوزوو در پاسخ با برگزاری یک همه‌پرسی استقلال خود را از صربستان اعلام کردند. میلوسویچ که در آن زمان به رهبری یوگسلاوی نیز رسیده بود، سرکوب گسترده‌ای را علیه دولت غیررسمی کوزوو که در آن زمان بر عهدهٔ ابراهیم روگووا بود و همچنین آلبانیایی‌تبارهای کوزوو آغاز کرد. در سال ۱۹۹۲ ابراهیم راگوا، رئیس حزب اتحاد دموکراتیک کوزوو، دولت در سایهٔ کوزوو را تشکیل داد. دولت غیررسمی روگووا تلاش‌های منفعلانه‌ای را به منظور به دست آوردن حمایت‌های بین‌المللی و استقلال انجام داد. کوزوو اعلام استقلال کرد
در سال ۱۹۹۹ با حمله ناتو به (صربستان و مونته‌نگرو) نیروهای صرب در ژوئن ۱۹۹۹ از کوزوو عقب‌نشینی کردند و در کوزوو یک حکومت موقت ایجاد شد که تحت نظارت سازمان ملل قرار گرفت.
در ۱۷ فوریه ۲۰۰۸، مجمع ملی کوزوو رسماً استقلال خود را از صربستان اعلام کرد. قانون اساسی کوزوو در ۹ آوریل ۲۰۰۸ تصویب و در ۱۵ ژوئن قابلیت اجرایی پیدا کرد.

## دین
اسلام و مسیحیت ادیانِ اصلی در کوزوو هستند.